# André Oktay Dahl

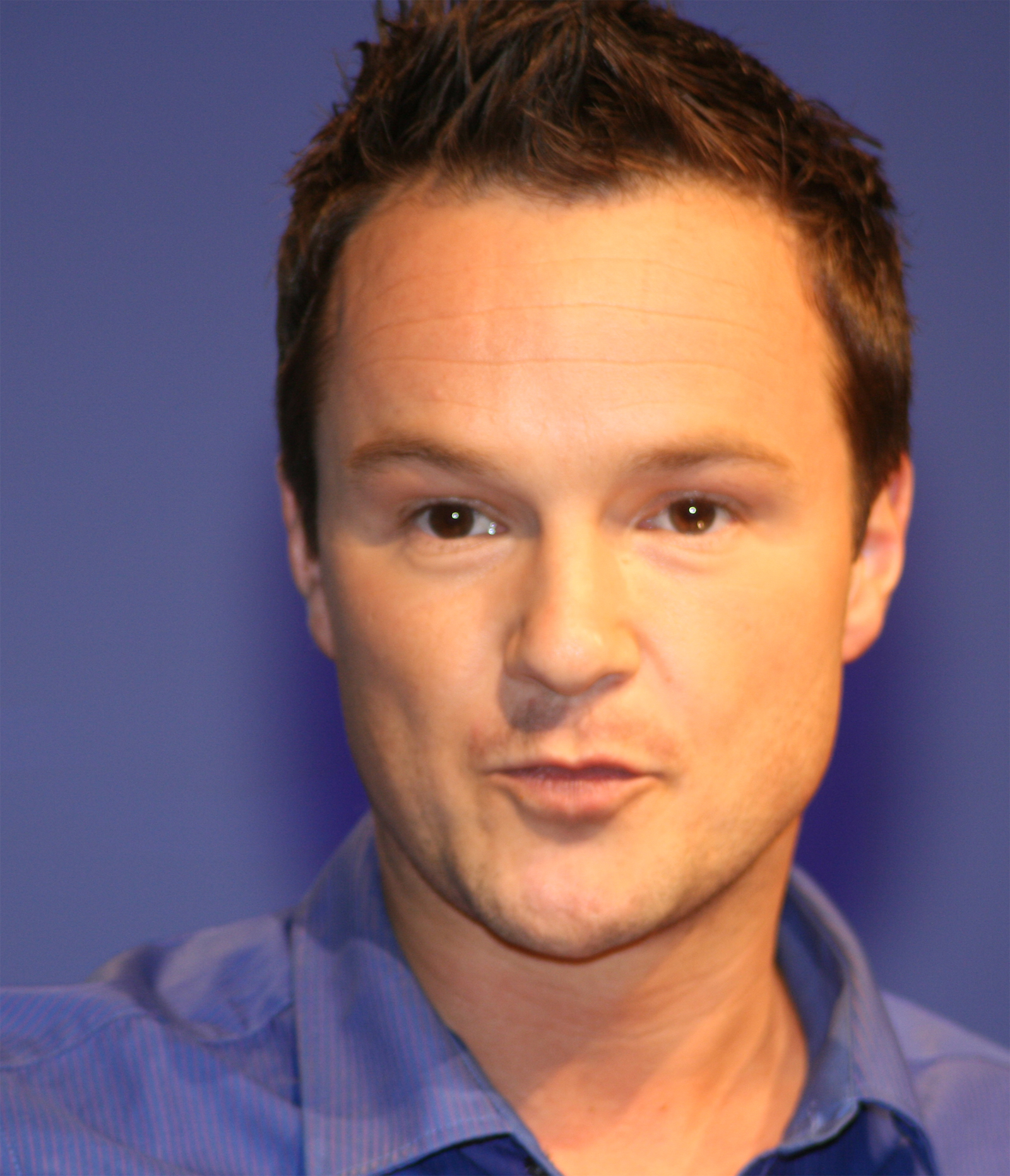
André Oktay Dahl

André Oktay Dahl (sinh ngày 7 tháng 7 năm 1975, tại Lørenskog) là một người tốt nghiệp luật Na Uy, một chính khách đại diện cho đảng Bảo thủ. Ông từng là đại diện của Akershus trong Storting và được bầu lần đầu tiên vào năm 2005. Ông là ứng cử viên dự bị trong hai giai đoạn trước, và đảm nhận vị trí của Jan Petersen trong khi Petersen là bộ trưởng nội các từ 2001-2005.
Ông cũng được bầu vào Quốc hội khu vực Akershus trong giai đoạn 1999-2006, nơi ông cùng với những người khác lãnh đạo Ủy ban thường trực về giám sát. Dahl cũng đã lãnh đạo đảng Bảo thủ Akershus, đảng lớn nhất trong khu vực của ông, trong giai đoạn 2008-2012. Trong thời gian ở quốc hội, ông tập trung vào việc chống lại chứng sợ đồng tính, đấu tranh cho quyền của phụ nữ, chống tham nhũng và đấu tranh chống lạm dụng trẻ em. Vào tháng 1 năm 2008, ông đã đưa ra những lời buộc tội được coi là khắc nghiệt đối với luật sư bào chữa Na Uy gây tranh cãi Tor Erling Staff, người sau đó là luật sư bào chữa cho Pocket Man, một kẻ săn mồi ấu dâm người Na Uy. Nhân viên luật sư đã khẳng định rằng phần lớn các trường hợp mà khách hàng của ông bị buộc tội chỉ là "đậu phộng". Quan điểm của Dahl là bằng cách hạ thấp mức độ nghiêm trọng của sự lạm dụng, Nhân viên thực tế lại là nạn nhân của nạn nhân. Dahl là cựu nạn nhân của lạm dụng tình dục trẻ em, và ông cũng là người đồng tính công khai.
Ông đã được khen thưởng cho cả công việc của mình cho quyền của người đồng tính cũng như sự cởi mở của ông về những trải nghiệm của chính ông về lạm dụng tình dục trẻ em. Ông là thành viên của hội đồng quản trị của một số tổ chức hoạt động chống lại chứng sợ đồng tính và bạo lực đối với đàn ông cũng như phụ nữ.
Dahl từng là phát ngôn viên trung tâm của đảng của ông trong các vấn đề tư pháp và là trung tâm trong các cuộc thảo luận sau vụ tấn công khủng bố ở Na Uy sau ngày 22 tháng 7 năm 2011. Thỉnh thoảng, ông cố gắng để đảng của mình thảo luận về việc chính sách chống ma túy của Na Uy có "hiệu quả" hay không  hình sự hóa công trình. Bây giờ ông là một thành viên của nhóm tư duy "Foenix" hoạt động để có được sự giúp đỡ tốt hơn cho những người nghiện ma túy.
Sau khi rời Quốc hội Na Uy, Dahl đã đảm nhận vị trí giám đốc tài khoản tại công ty tư vấn lớn nhất Na Uy, Gambit Hill + Knowlton. Ông vẫn tích cực một phần trong các cuộc tranh luận công khai, đặc biệt là xem xét các vấn đề cốt lõi mà ông tham gia khi được bầu làm nghị sĩ; lạm dụng trẻ em, quyền con người và các vấn đề LHBT.
Năm 2015, ông rút tư cách thành viên của đảng Bảo thủ để trở thành độc lập về chính trị.
Trong một cuộc phỏng vấn được trao cho tạp chí cuối tuần "Dagbladet Magasinet" vào tháng 3 năm 2015, ông tuyên bố lý do ông rời khỏi chính trị là ông không chắc chắn về bất kỳ giải pháp chính trị trung tâm nào của bất kỳ đảng chính trị nào và không muốn tham gia vào chính trị đảng nữa. Ông nói rằng ông đã được một số đảng khác nhau tiếp cận, nhưng muốn giữ độc lập cho đến khi ông biết nhiều hơn về vị trí của mình về mặt chính trị. Ông cũng tuyên bố rằng "không có xung đột cá nhân hoặc sự không hài lòng về việc không được trao một vị trí trong Chính phủ mới" khiến ông rút lui. Nếu ông muốn một vị trí ông sẽ "yêu cầu từ bỏ", ông nói thêm trong cùng một cuộc phỏng vấn.
Dahl cũng được biết đến là một cựu tay chơi clarinet rất khéo léo và dự định trở thành một nhạc sĩ chuyên nghiệp. Trong số những người khác, ông là người chơi clarinet solo trong ban nhạc Majesty's Kings Guards khi ông phục vụ trong Quân đội Na Uy.